# Tortura en Venezuela

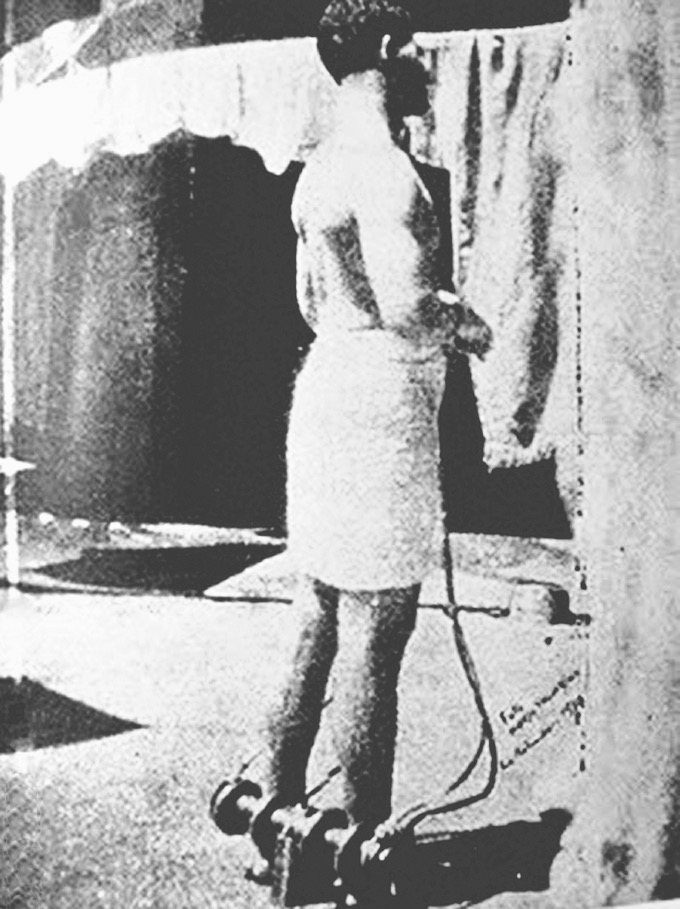
Preso político de la Rotunda portando perno y grillete en los tobillos para impedir su movilidad

La tortura en Venezuela en el siglo XXI ha alcanzado niveles que no se veían desde la dictadura de Marcos Pérez Jiménez en la década de 1950. Durante la crisis en Venezuela, las Naciones Unidas, la Organización de Estados Americanos, Amnistía Internacional, Human Rights Watch y Foro Penal han documentado actos de tortura y violencia contra opositores reales o percibidos del gobierno bolivariano, principalmente detenidos,por parte de instituciones estatales como el Servicio Bolivariano de Inteligencia Nacional (SEBIN).
En el país la tortura es un delito establecido la Ley Especial para Prevenir y Sancionar la Tortura y Otros Tratos Crueles, Inhumanos o Degradantes, vigente desde el 22 de julio de 2013. Se define como "actos por los cuales se inflige intencionadamente a una persona dolores o sufrimientos, ya sea físicos o mentales, con el fin de obtener de ella o de un tercero información o una confesión, de castigarla por un acto que haya cometido, o de intimidar o coaccionar a esa persona o a otras, o por cualquier razón basada en cualquier tipo de discriminación, cuando dichos sufrimientos sean infligidos por un funcionario público o funcionaria pública u otra persona en el ejercicio de funciones públicas, a instigación suya, o con su consentimiento. Asimismo se entenderá como tortura la aplicación sobre una persona de métodos tendientes a anular la personalidad de la víctima o a disminuir su capacidad física o mental; aunque no acusen dolor físico o angustia psíquica".
La definición de la tortura en la legislación venezolana corresponde con lo establecido en el artículo 1 de la Convención contra la Tortura y otros Tratos Crueles, Inhumanos o Degradantes, suscrita por el Estado venezolano el 15 de febrero de 1985 y ratificada el 29 de julio de 1991. El artículo 46 de la constitución de Venezuela dice que «ninguna persona puede ser sometida a penas, torturas o tratos crueles, inhumanos o degradantes».

## Antecedentes

### Época prehispánica
Según autores, durante periodo prehispánico fue posible que algunos de los pueblos indígenas de Venezuela aplicaron la tortura por medio de maltratos y castigos. La esclavitud estuvo presente entre algunos de estos pueblos y los esclavizados podrían haber estado sometidos a malos tratos y abusos.Además, era posible que algunos pueblos que practicaran sacrificios humanos torturaran previamente a sus víctimas, así como también pudo ser probablemente aplicada a prisioneros de guerra.
Algunos de estos indígenas empleaban ciertos castigos contra aquellos miembros del grupo que transgredieran alguna norma social. Mientras que algunas tribus caribes solían cometer canibalismo con algunos de los prisioneros que atrapaban. Según fuentes españolas de la época, en algunos casos amarraban a la víctima a un tronco mientras le iban cortando trozos para comerlos y en otros les cortaban las venas para beber su sangre. En otros casos a algunos prisioneros no los mataban, sino que les colocaban un bejuco debajo de la lengua y los dejaban morir de hambre o cansancio.

### Época colonial
Durante la época de la colonia el uso de la tortura estaba permitido en los procesos judiciales por medio del conjunto de leyes llamadas Siete Partidas. La tortura podía ser aplicada para lograr la confesión del detenido, estando establecidas el tipo e intensidad, aunque para delitos graves el juez tenía libertad para aplicar métodos no establecidos en las leyes.Entre los detenidos que eran sometidos a torturas se encontraban rebeldes, los acusados de brujería, delincuentes comunes, entre otros. En ocasiones a los condenados a muerte se les aplicaban métodos de ejecución que producían una muerte lenta y dolorosa, como el garrote vil, el empalamiento, descuartizamiento, quemado en la hoguera o ser arrastrado por un caballo hasta morir.
Durante el inicio de la conquista el uso de la tortura fue aplicado a muchos de los indígenas capturados y algunos de ellos fueron esclavizados. Aunque con los años legalmente se prohibió la esclavitud en contra de los indios, muchos siguieron siendo víctimas de malos tratos.
Los europeos institucionalizaron la esclavitud y muchos propietarios de esclavos solían aplicar castigos a los acusados de cometer faltas.Una de las prácticas más usuales era el uso de azotes en presencia de otros esclavos como forma de escarmiento. Otro castigo habitual era colocar a los esclavos en cepos a la intemperie por varios días.A los esclavos que huían o se rebelaban solían cortarle una de sus manos u orejas, o aplicarles la castración, práctica que se mantuvo hasta 1540, cuando fue suspendida porque generalmente causaba la muerte de los esclavos, produciendo una pérdida económica para el propietario. Otro método usado fue la carimba, una marca en la piel hecha con hierro ardiente, que era aplicada para identificar a los esclavos y en ocasiones se usaba como una forma de castigo tras una falta.
En 1797 la Real Audiencia de Caracas descubrió la conspiración de Gual y España un intento de independencia de Venezuela.Por estos hechos fueron condenados 33 personas, entre los que se encontraban José María España, Manuel Montesinos Rico y otros. En las actas del proceso no se expresó que se aplicaran torturas en los interrogatorios. Sin embargo, seis de los detenidos fueron condenados a pena de muerte, entre ellos José María España, que fue torturado, ahorcado y descuartizado.
Varios de los abogados que participaron en el proceso en contra de los detenidos como Juan Germán Roscio y José María Ramírez se volverían representantes del movimiento independentista y colaborarían en la redacción de la constitución de 1811 que incluían la prohibición de la tortura y el derecho a un juicio justo.
La constitución de 1811 expresaba en la sección Derechos del hombre en sociedad que «El uso de la tortura queda abolido a perpetuidad». A pesar de esto, en la Constitución de 1819, principalmente redactada bajo las ideas del militar Simón Bolívar, no incluía ninguna mención a la tortura y solo hacía una referencia prohibir el rigor excesivo contra los detenidos.

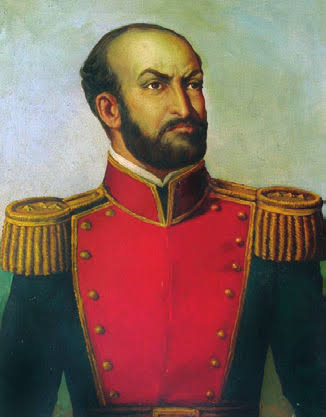
José Tomás Boves

Durante la guerra de independencia la práctica de la tortura fue cometida tanto por tropas realistas como patriotas. Según autores, el decreto de Guerra a Muerte abrió las puertas a que se cometieran una serie de graves abusos.En tropas comandadas por personajes como José Tomás Boves, Antonio Nicolás Briceño, Simón Bolívar, Domingo de Monteverde y otros, fue común el uso de métodos que incluían violencia, mutilaciones, violaciones, etc.

## Historia

### SigloXIX
La prohibición explícita de la tortura fue retomada en la constitución de 1830 mencionando que «No se usará jamás del tormento, y todo tratamiento que agrave la pena determinada por la ley, es un delito».
Sin embargo, el uso de la tortura siguió siendo habitual por parte de varios de los regímenes que gobernaron a Venezuela durante el siglo XIX.En las constituciones de 1858, 1864, 1874, 1881 y 1891 nuevamente se suprimió la prohibición explícita de la tortura, aunque en las dos últimas se prohíbe la pena de muerte. La prohibición de la tortura volvió a reaparecer en las constituciones de 1893 y 1901.A pesar de que existieron pocas denuncias de casos de tortura en la época, estos se pudo deber, según autores, más a la censura y el temor que provocaban los caudillos gobernantes que a la falta de casos.
El militar José Antonio Páez describió en su Autobiografía como tras ser detenido durante el régimen de José Tadeo Monagas fue sometido a malos tratos, haciéndolo desfilar con cadenas ante la muchedumbre que lo insultaba y escupía. También mencionó su aislamiento en una pequeña celda sin acceso a luz.
El uso de torturas también fue una práctica habitual durante la Guerra Federal. El líder victorioso del bando federal, Juan Crisóstomo Falcón, clausuró las cárceles de Trocadero y Bajoseco las cuales se hicieron reconocidas por los abusos cometidos contra los detenidos.Mientras que durante la dictadura de Antonio Guzmán Blanco también se denunció el uso de torturas en prisioneros de La Rotunda.

### Dictaduras

#### Dictadura de Cipriano Castro
Durante la dictadura de Cipriano Castro el propio dictador ordenó torturas de detenidos y luego que los presos eran liberados mandaba a que se publicaran en la prensa el buen trato que supuestamente habían recibido.El escritor José Rafael Pocaterra en su obra Memorias de un venezolano de la decadencia describió los casos de tortura y asesinatos cometidos por los regímenes de Castro y Gómez. Menciona que durante la dictadura de Castro era habitual las palizas, así como la negación de proveer atención médica a los presos políticos.

#### Dictadura de Juan Vicente Gómez

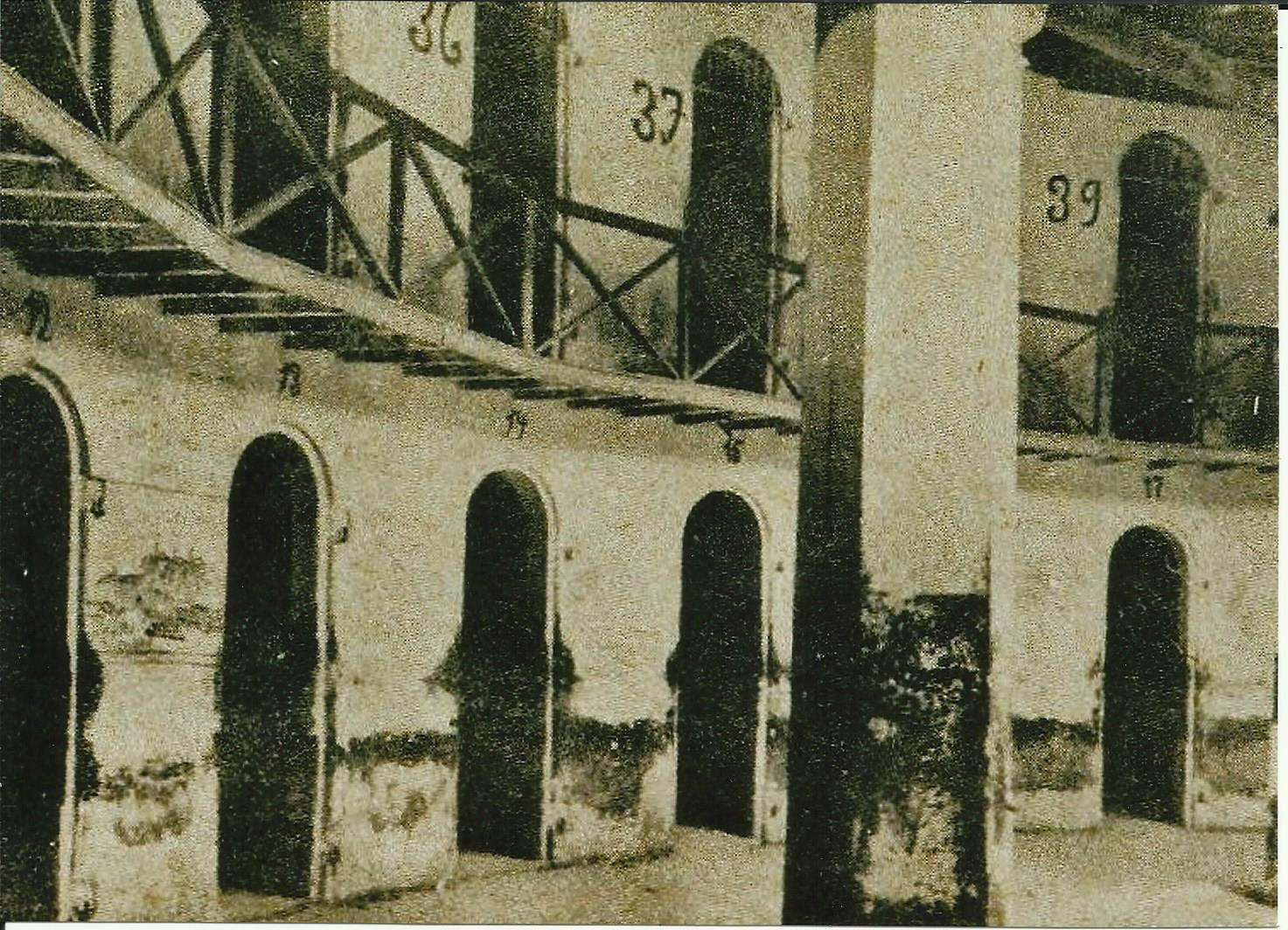
Calabozos numerados en La Rotunda, en Caracas.

Los hombres que eran apresados en la Rotunda por motivos políticos cargaban con grilletes y pernos de acero en los pies y eran víctimas de numerosas torturas. Los grillos sujetaban los tobillos de los prisioneros, inmovilizándolos e hiriéndolos. Se solía introducir veneno en los alimentos de reos sobre los que pesaran órdenes de asesinato, y vidrio molido en sus bebidas para causar mayor sufrimiento a la hora de la muerte. Todo aquel que se opusiera al régimen de Juan Vicente Gómez era asesinado, encarcelado o desaparecido. Entre el peor de los castigos se encontraba esta cárcel. Los métodos de tortura iban desde los más convencionales hasta la pena de muerte.
Muchos de los presos políticos de la Rotunda eran enviados a cumplir con trabajos forzados, el más famoso de los cuales fue la construcción de la carretera Trasandina en los Andes venezolanos, que aún sigue en funcionamiento. Uno de los torturadores más crueles de esta cárcel fue un preso común llamado Nereo Pacheco quien, por órdenes de Gómez, fue utilizado por los vigilantes como elemento de castigo contra los presos políticos.
La Rotunda fue demolida en el año 1936, por el presidente Eleazar López Contreras. López Contreras escogió el nombre de "La Concordia" para la plaza que se ubicaría en el mismo lugar donde había estado la cárcel, para dar una idea de un nuevo tiempo de entendimiento. Con ello quería darle fuerza a su recién estrenado y frágil mandato porque, desde su posición de Ministro de Guerra de Gómez, no era posible imaginar que López Contreras ignorara lo que ocurría a los presos de la Rotunda. La demolición de la cárcel por parte de López Contreras ha sido vista como un intento por parte de este General de borrar uno de los episodios más oscuros de la historia del país, porque estuvo involucrado.

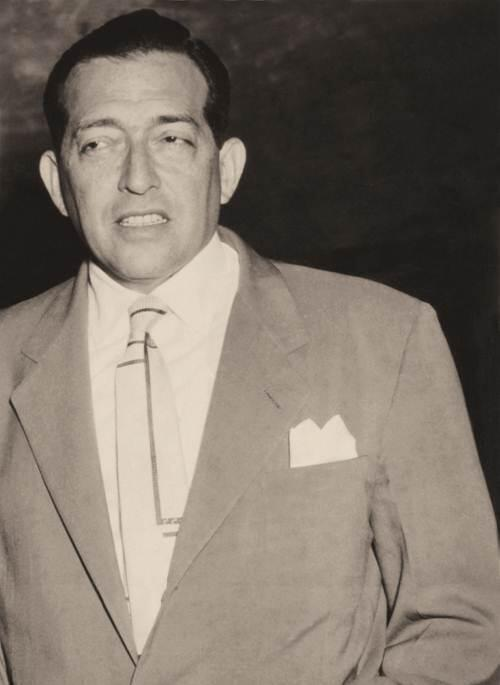
Pedro Estrada, jefe de la Dirección de Seguridad Nacional durante el gobierno de Marcos Pérez Jiménez

#### Dictadura de Marcos Pérez Jiménez

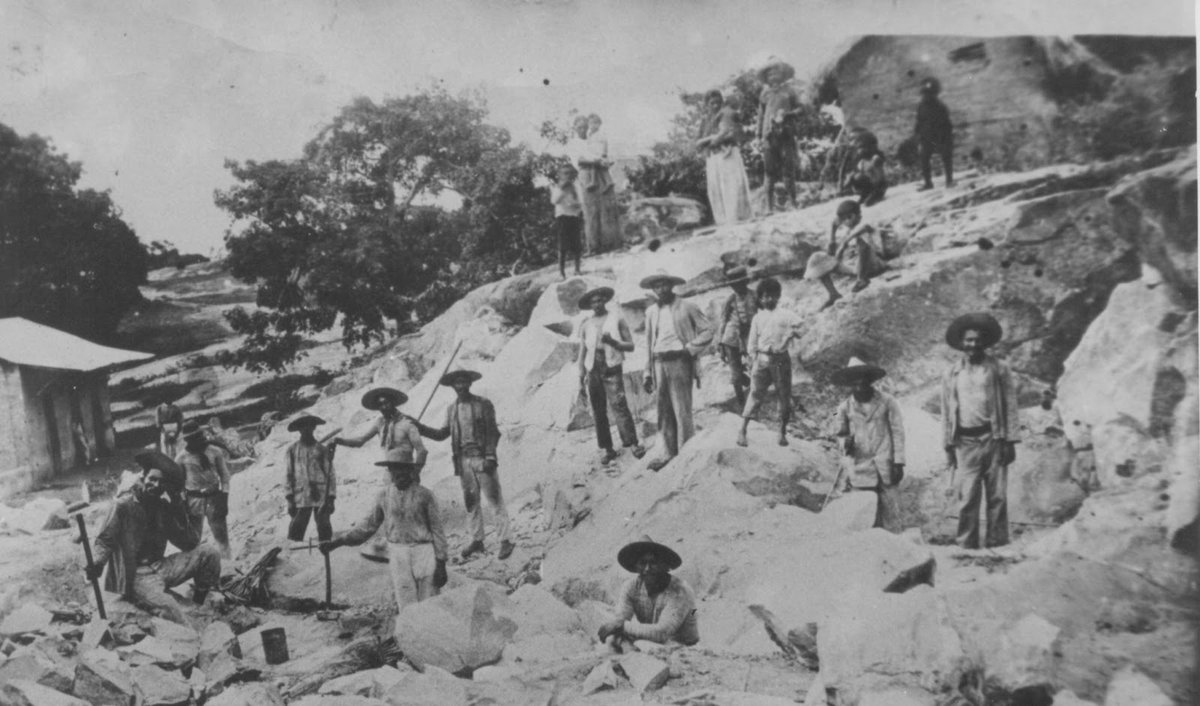
Prisioneros de la Isla Guasina-

La dictadura de Marcos Pérez Jiménez se caracterizó por su excesiva represión a la disidencia y tortura contra los detenidos. Por ejemplo, el historiador Manuel Vicente Magallanes, preso durante la dictadura, explicaba que en las sedes de la Dirección de Seguridad Nacional de todo el país los presos políticos fueron sometidos a las diferentes métodos de tortura, como la cámara de hielo, ring, golpes con bolas de acero, cintillos eléctricos, planazos, tortoles y otras formas de maltrato físico. 
Para ese entonces, la Plaza Colón de la urbanización Los Caobos era el epicentro de las protestas estudiantiles. En la celebración del Día de la Raza en 1951, fueron arrestados diversos venezolanos que protestaban en contra de la dictadura: José Amín, Miguel Astor Martínez, Antonio Ávila Barrios, Francisco Barrios, Federico Estaba, Gerardo Estaba, Luis José Estaba, Darío Hernández, Manuel Vicente Magallanes, Eloy Martínez Méndez, Salón Meza Espinosa y Juan Regalado. Este grupo fue conocido como el de "Los Doce Apóstoles" por haber sido una docena de detenidos. Los doce apóstoles fueron obligados a permanecer juntos de pie durante tres días, privados de hacer necesidades fisiológicas. Cada uno fue torturado de forma personalizada.
A pesar de que el régimen de Marcos Pérez Jiménez anunció la clausura del campo de concentración de la Isla Guasina el 17 de diciembre de 1952, en Delta Amacuro, pero registros como la obra Se llamaba SN, de José Vicente Abreu, documentan los trabajos forzosos y las condiciones infrahumanas en la isla. Dicha cárcel tuvo que ser cerrada por cuanto el Río Orinoco hundió el islote donde se encontraba.[cita requerida]

### Periodo democrático

#### Gobierno de Rómulo Betancourt
Durante el segundo gobierno de Rómulo Betancourt algunos diputados del congreso, entre ellos José Vicente Rangel, realizaron denuncias de casos de torturas cometidas por fuerzas del orden en el marco de la lucha contra grupos guerrilleros.Uno de los casos denunciados por Rangel fue el del miembro del Partido Comunista de Venezuela José Gregorio Rodríguez quien fue arrestado en 1963 por la Dirección General de Policía (Digepol) siendo presuntamente sometido a torturas y que murió al ser lanzado desde un cuarto piso.
Tras la ruptura de las relaciones diplomáticas entre Cuba y Venezuela en 1961, se producen una serie de manifestaciones de simpatizantes del gobierno cubano. Según el diario El Clarín existieron casos de manifestantes detenidos en la protesta que fueron sometidos a torturas por la Digepol.El 28 de octubre de 1962 se crearon centros de detención clandestinos llamados Teatros de Operaciones, por órdenes del ministro de Defensa, Antonio Briceño Llares. El diputado José Herrera Oropeza denunció que campesinos de zonas por donde operaban grupos guerrilleros estaban siendo sometidos a torturas dentro de estos centros.
En el periódico El Clarín también aparecieron varios reportajes donde se mencionaban casos de torturas en contra de personas detenidas por las autoridades. En 1963 el diario informó que 39 personas que regresaban de un viaje a Cuba fueron detenidos en el aeropuerto por la policía y fueron supuestamente sometidos a torturas.Ese año el periódico también denunció la supuesta tortura que sufrió el periodista Modesto Rojas a manos de la Digepol. Trabajadores del diario enviaron un comunicado a la Cruz Roja Internacional y a la Comisión de Derechos Humanos de las Naciones Unidas donde denunciaban el caso de Rojas y además solicitaban que se enviara una misión para investigar los posibles casos de violaciones a los derechos humanos cometidos por el gobierno.

#### Gobierno de Raúl Leoni
Durante el gobierno de Raúl Leoni los diputados José Vicente Rangel, Luis Miquilena y José Herrera Oropeza denunciaron varios casos de personas que fueron sometidos a desaparición forzada siendo trasladados a centros de detención clandestinos donde se les aplicaban torturas.Según el historiador Manuel Caballero existieron testimonios de personas, como el de Marina Barreto Miliani, de que supuestamente algunos de los detenidos en el marco de la lucha armada fueron lanzados desde helicópteros atados a una cuerda como un método para lograr la confesión.
Uno de los casos de tortura relevantes fue el del dirigente del Partido Comunista Alberto Lovera quien fue secuestrado por cuerpos de seguridad del Estado y torturado, falleciendo por esta causa y su cuerpo fue arrojado al mar para tratar de desaparecerlo aunque fue encontrado en las costas de la ciudad de Lechería.
Otro caso fue el del campesino Juan Chacón Lanza, detenido en 1969 por pertenecer al frente guerrillero Antonio José de Sucre. Según algunos autores fue trasladado al teatro de operación de Cocollar donde fue supuestamente torturado y quemado vivo.
El diputado y periodista José Vicente Rangel publicó en 1967 el libro Expediente Negro en el cual denunció varios casos de tortura.Uno de estos casos denunciado por Rangel fue el del maestro Silvino Antonio Varela Moreno miembro del partido comunista. Varela Moreno fue secuestrado por fuerzas de seguridad del Estado, sometido a torturas y se le trató de ejecutar con un disparo. Su cuerpo fue arrojado a un barranco, aunque sobrevivió. Varela, a quien sus torturadores creían muerto, llegó por sus propios medios desangrándose al Hospital Pérez de León de Petare y su historia fue difundida por algunos periodistas.Otro caso denunciado por el diputado Rangel fue el del director del Museo de Bellas Artes, Juan Pedro Rojas Mollejas, quien fue desaparecido y trasladado al teatro de operaciones de Cachipo donde presuntamente fue sometido a torturas. Posteriormente, apareció en el diario La Esfera la noticia de que supuestamente se habría ahorcado.

#### Primer gobierno de Rafael Caldera
Durante el primer gobierno de Rafael Caldera se presentaron denuncias de casos de torturas. Uno de los casos más resonantes fue el del estudiante y miembro del partido Bandera Roja (BR) Noel Rodríguez involucrado en el secuestro del empresario Carlos Domínguez en 1973. Rodríguez fue sometido a desaparición forzada y en el 2013 fueron hallados sus restos en el Cementerio General del Sur de Caracas, el estudio forense determinó que murió producto de una golpiza que recibió.
El 20 de diciembre de 1969 fue detenida Laura Pérez Carmona de Prada. Su residencia es allanada y es dejada una foto junto a una bolsa con sangre y vísceras para atemorizar a sus familiares. Incomunicada fue trasladada al Teatro de Operaciones no. 5 en Yumare, donde fue torturada. Al ser liberada de su reclusión, fundó el Comité Unitario Pro-Amnistía.
La organización no gubernamental Comité en Defensa de los Derechos Humanos (CDDH) también denunció en 1973 las supuestas torturas a las que fue sometida la miembro del partido Bandera Roja Emperatriz Guzmán, así como la incomunicación de semanas que sufrió el guerrillero Gabriel Puerta Aponte mientras estuvo detenido en la Dirección de los Servicios de Inteligencia y Prevención (Disip).
Otro caso fue el del activista Argelio José Reina, quien fue desaparecido en 1973 por funcionarios de la Guardia Nacional por estar supuestamente en posesión de una revista cubana considerada subversiva. La organización no gubernamental Comités Unitarios Pro-Amnistía (CUPA) denunció que Reina fue trasladado al teatro de operaciones de Cocollar donde habría sido sometido a torturas. Ese mismo año, Reina murió en un accidente automovilístico junto a un oficial militar en un vehículo particular. Tras la autopsia se evidenciaron signos de tortura, a su cuerpo le faltaban las uñas y ojos.

#### Primer gobierno de Carlos Andrés Pérez
En 1976, durante el primer gobierno de Carlos Andrés Pérez, el dirigente de Movimiento de Izquierda Revolucionaria y fundador de la Liga Socialista, Jorge Antonio Rodríguez, fue capturado por agentes de la Dirección General Sectorial de los Servicios de Inteligencia y Prevención (DISIP), quienes lo torturaron hasta la muerte.
En 1975 fueron detenidos los miembros del partido Bandera Roja Ernesto Virla y Rosa Elena Mata por estar supuestamente involucrados con grupos subversivos, tras su detención la organización no gubernamental Comité en Defensa de los Derechos Humanos (CDDH) denunció que fueron víctimas de torturas.Mientras que familiares del dirigente David Nieves denunciaron que este estaba siendo sometido a torturas por medio de aislamiento, golpes y quemaduras.
En 1975, el CDDH denunció la detención de la adolescente de 15 años Marays Elizabeth Reyes por realizar un grafiti con muestras de apoyo a los presos políticos. La joven fue sometida a malos tratos, se le desvistió y fue amenazada de ser violada. Producto de esto sufrió un ataque de nervios, por lo que se le inyectó fenobarbital y posteriormente fue abandonada por los oficiales en las cercanías de su residencia.
El CDDH también denunció la aplicación de torturas y malos tratos que recibían los presos comunes en diversas cárceles del país. En algunos casos se llegó a acusar a custodios que al momento de realizar las requisas de detenidas penetraban sus vaginas en búsquedas de drogas.

#### Gobierno de Jaime Lusinchi
La organización no gubernamental Amnistía Internacional mencionó que desde la década de 1980 existieron denuncias de casos de tortura a la que eran sometidas personas detenidas usando la Ley de Vagos y Maleantes. Según la ONG esta ley, que no juzgaba un delito, sino una supuesta apariencia para delinquir; facilitó que se ejecutaran detenciones arbitrarias en zonas populares. Los detenidos generalmente se encontraban desamparados, ya que a veces no se les permitía acceso a abogados ni a una audiencia judicial, pudiendo estar encarcelados en «centros de rehabilitación» hasta por cinco años.La ONG mencionó algunos casos de personas detenidas por esta ley que denunciaron haber sido sometidos malos tratos y torturas por parte de funcionarios policiales por medio de golpizas.

#### Segundo gobierno de Carlos Andrés Pérez
Durante el segundo gobierno de Carlos Andrés Pérez, las organizaciones no gubernamentales Amnistía internacional y Human Rights Watch reportaron varios casos de personas detenidas que denunciaron haber sido víctimas de aplicación de malos tratos y torturas. Entre los métodos usados se encontraban las golpizas, peinillazos, aplicación de electricidad, asfixia con agua, heces, orina o bolsas plásticas.Amnistía Internacional reportó que las principales víctimas de tortura eran personas detenidas en barrios marginales en redadas cometidas por la policía, sin embargo, también fueron aplicadas a activistas políticos y líderes estudiantiles.
La ONG Programa Venezolano de Educación-Acción en Derechos Humanos (Provea) denunció torturas por parte de los funcionarios del Estado durante el Caracazo, ocurrido en 1989, durante el segundo gobierno de CAP.
En 1989 la organización Amnistía Internacional visitó a varios civiles detenidos en Venezuela acusados de ser instigadores del Caracazo, informando que al menos 80 de los estudiantes detenidos denunciaron haber recibido malos tratos.La organización también informó haber recibido denuncias de que funcionarios de la Guardia Nacional y de la Policía Metropolitana empleaban métodos de tortura como golpizas, descargas eléctricas y asfixia por uso de bolsas plásticas.
Luego del primer intento de golpe de Estado de 1992 Amnistía internacional y Human Rights Watch denunciaron que cuerpos de seguridad perpetraran redadas en varias ciudades del país, deteniendo de forma arbitraria líderes estudiantiles, comunitarios y miembros de partidos políticos. Las ONG mencionaron que la mayoría fueron liberados posteriormente, aunque una docena denunció ante las autoridades haber sido sometidos a torturas, pero los presuntos responsables no comparecieron ante la justicia.Además, Amnistía Internacional mencionó que tras el segundo intento de golpe de Estado de Venezuela de 1992 fueron detenidos varios estudiantes y activistas comunitarios que denunciaron haber sido sometidos a torturas y que se les negó por varios días contacto con funcionarios de la fiscalía.
Amnistía Internacional y Human Rights Watch también denunciaron la tortura a la que eran sometidas personas detenidas usando la Ley de Vagos y Maleantes. Amnistía Internacional mencionó haber recibido denuncias y evidencia de golpizas tras una visita a un centro de detención donde se encontraban personas detenidas bajo esta ley.

### Revolución bolivariana
La abogada penalista y activista de derechos humanos Tamara Sujú ha recopilando casos de tortura registrados en Venezuela entre 2002 y 2014 y formalizó su denuncia contra Nicolás Maduro en la Corte Penal Internacional en julio de 2016, cuando presentó ante la Corte un expediente de 65 incidencias. Lo actualizó en mayo de 2017 sumándole otros casos. El 5 de abril de 2017, Sujú fue invitada al InterAmerican Institute for Democracy para narrar los casos de tortura en Venezuela y el expediente del país en la Corte.

#### Presidencia de Hugo Chávez
En 2003, una ciudadana y tres militares vinculados a los soldados sublevados en la Plaza Altamira durante el paro general de 2002 fueron asesinados. Zaida Peraza, de 28 años; Darwin Argüello, de 21; Ángel Salas, de 21, y Félix Pinto, de 22, fueron encontrados en dos lugares diferentes de las afueras de Caracas con signos de haber sido torturados, atados de pies y manos, habiendo sido asesinados con tiros de escopeta a corta distancia. El líder del grupo, el general Enrique Medina Gómez, declaró que varios testigos vieron cómo los militares, junto a dos mujeres que les acompañaban, fueron detenidos y obligados a abordar dos camionetas por hombres vestidos de negro y con las caras cubiertas con pasamontañas.
La jueza María Lourdes Afiuni fue detenida el 17 de diciembre de 2009 en el Instituto Nacional de Orientación Femenina (INOF), una cárcel de mujeres en las afueras de Caracas. En enero de 2010, la fiscalía presentó cargos oficiales contra Afiuni por presuntas irregularidades en la liberación de Eligio Cedeño. El primero de julio de 2015 hizo declaraciones a la corte en donde describió la violación sexual a la que fue sometida en la cárcel a causa de la cual se le tuvo que hacer una histerectomía y reconstrucción de sus órganos sexuales y vejiga, aparte del compromiso de uno de sus senos el cual está necrosado en un 25% a causa de una patada dada con una bota militar por uno de sus custodias.

#### Protestas en Venezuela de 2014

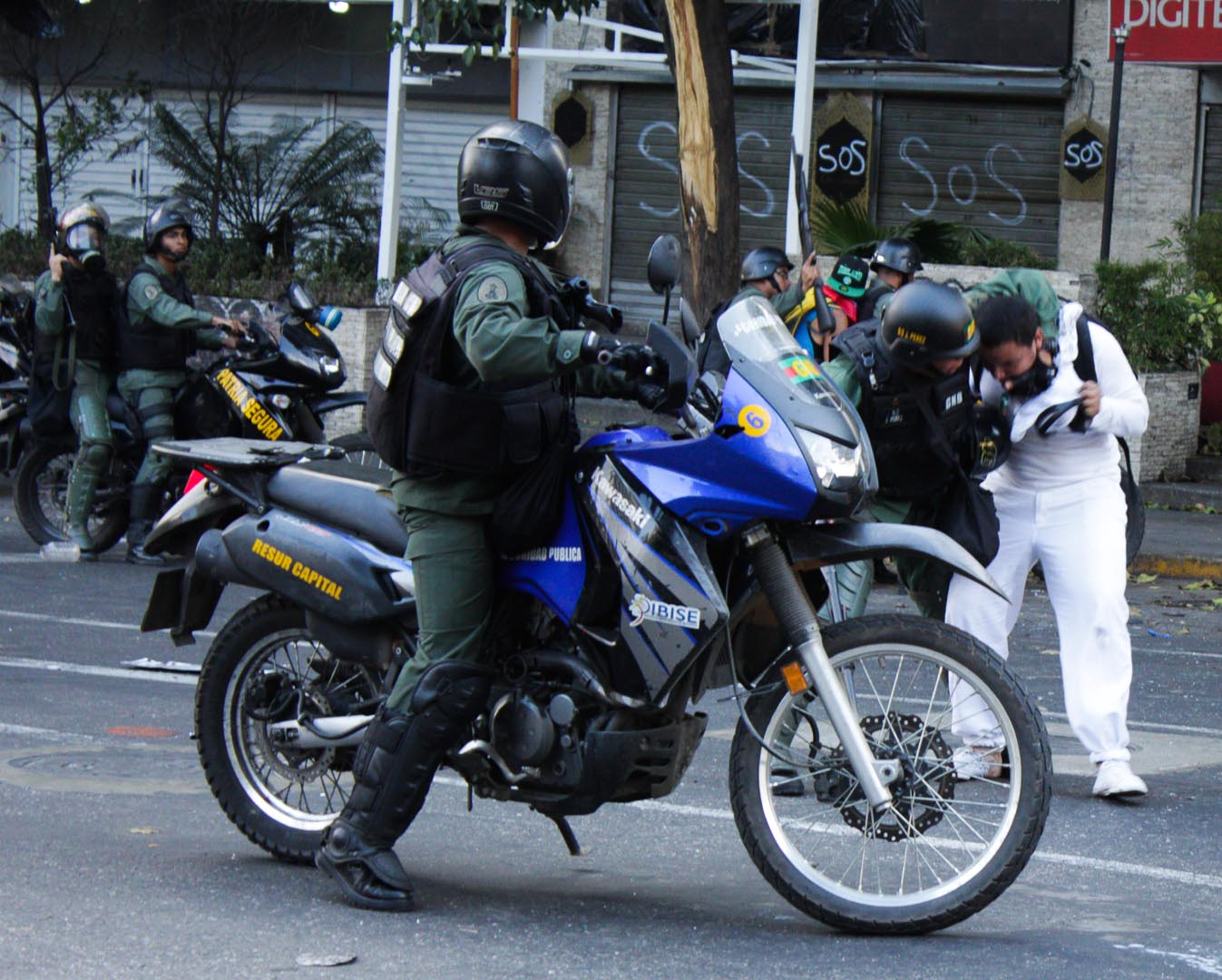
GNB confrontando a manifestantes de oposición.

Durante las protestas en Venezuela de 2014, la ONG Foro Penal documentó 33 casos de torturas contra detenidos, afirmando que los abusos fueron «continuos y sistemáticos» y que las autoridades venezolanas eran «acusadas en general de golpear a los detenidos, en muchos casos fuertemente, y muchas personas han indicado que las fuerzas de seguridad les han robado, tomando sus teléfonos móviles, dinero y joyas». Estas torturas, algunas por parte del Servicio Bolivariano de Inteligencia Nacional, incluirían golpizas, descargas eléctricas, y asfixia, además de tortura psicológica. A los detenidos se les negaría el acceso a abogados y serían obligados a firmar un acta donde declararían que sí habían sido atendidos por abogados defensores. Amnistía Internacional corraboró esta información, indicando que la «tortura es común» por parte de las autoridades venezolanas en contra de los manifestantes. En un informe titulado Castigados por Protestar luego de una investigación realizada en marzo durante las protestas, Human Rights Watch dijo que aquellos que fueron detenidos por autoridades del gobierno fueron sujetos de "abusos físicos severos"; algunos de ellos incluían golpizas "a puñetazos, con cascos, y armas de fuego; descargas eléctricas o quemaduras; ser obligados a sentarse en cuclillas o arrodillarse, sin moverse, durante varias horas; ser enmanillados a otros detenidos, algunas veces en pares y en otras ocasiones en cadenas humanas de decenas de personas, durante varias horas; y exposición a largos periodos de calor o frío intenso". También reportó que "muchas víctimas y familiares con los que hablamos dijeron que ellos creían que podían ser víctimas de represalias por parte de la policía, miembros de la guardia o pandillas simpatizantes del Gobierno si reportaban los abusos".
En un caso, un grupo de jóvenes dijo que se estaban yendo de una protesta que se había puesto violenta, «los soldados rodearon el vehículo, rompieron las ventanas y lanzaron gas lacrimógeno adentro». Un hombre dijo que un soldado le «disparó con una escopeta a quemarropa» mientras estaba en el vehículo. Los hombres luego fueron «sacados del vehículo y golpeados violentamente», luego un soldado «aplastó sus manos con la culata de su escopeta, diciéndoles que era su castigo por lanzar piedras». El vehículo luego fue incendiado. Un manifestante dijo que mientras estaba detenido, los soldados «lo patearon una y otra vez». Los manifestantes con los que estaban «fueron esposados juntos, amenazados con un perro de ataque, obligados a mantenerse arrodillados por largos periodos de tiempo, golpeados y rociados con aerosol de pimienta». El manifestante luego dijo que fue «golpeado tan fuerte con el casco de un soldado que lo escucho romperse». Una mujer también dijo que estaba con su hija cuando «fueron recogidas por soldados de la Guardia Nacional, llevadas junto a seis otras mujeres a un puesto militar y entregadas a soldados mujeres». Las mujeres luego dijeron que «los soldados las golpearon, patearon y amenazaron con matarlas». Las mujeres también dijeron que los soldados amenazaron con violarlas, cortaron sus cabellos y «fueron dejadas en libertad sólo después de hacerlas firmar un documento indicando que no habían sido maltratadas».
Estudiantes manifestantes fueron torturados por fuerzas del gobierno para obligarlos a admitir su participación en un plan conjunto con individuos extranjeros para derrocar al gobierno venezolano. Adicional a las torturas, estudiantes han denunciado que han sido víctimas de abuso sexual por parte de la Guardia Nacional Bolivariana; Foro Penal denunció que en Carabobo habrían sido torturados durante cinco horas, arrodillados mientras se encontraban recluidos por las autoridades, el representante relata que todos los estudiantes fueron sodomizados con un fusil automático. Relatan que posterior al hecho debieron ser "limpiados con un trapo de gasolina debido a la cantidad de sangre causadas por las heridas". Adicionalmente, destaca el caso de Juan Manuel Carrasco, golpeado y violado sexualmente por funcionarios de la GNB, quien según pruebas forenses realizadas posteriores al hecho corroboran la violación, desmintiendo a la fiscal general.
El director del Foro Penal Venezolano, Alfredo Romero, pidió tanto a la oposición como al gobierno venezolano que presten atención a los llamados sobre las violaciones a los derechos humanos que no habían sido escuchados. También informó que una mujer había sido torturada con descargas eléctricas en sus pechos. El Foro Penal Venezolano afirmó que los estudiantes, tras ser arrestados, eran torturados con descargas eléctricas, golpizas y amenazados con ser quemados vivos luego de ser empapados de gasolina.
La Fiscalía General de Venezuela reportó que estaba realizando, 145 investigaciones relacionadas con abusos de los derechos humanos y que 17 oficiales de seguridad habían sido detenidos en relación con estos hechos. El presidente Maduro y otros funcionarios gubernamentales aceptaron que han ocurrido abusos a los derechos humanos, pero dijo que se trataba de casos aislados y no de un patrón sistemático. Cuando los partidos de oposición pidieron un debate sobre la tortura en la Asamblea Nacional de Venezuela, el gobierno venezolano se opuso, acusando de violencia a la oposición diciendo, «los violentos no somos nosotros, los violentos están en un grupo de la oposición».

#### La Tumba

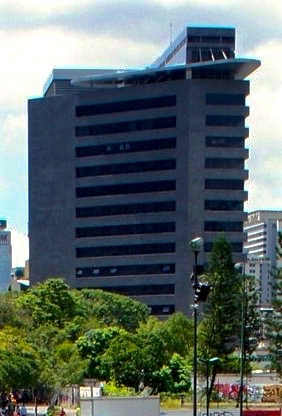
La Tumba.

El 2 de marzo de 2015 la Comisión Interamericana de Derechos Humanos dictó medidas cautelares de protección en la resolución 6/2015 a favor de Lorent Saleh y Gerardo Carrero como respuesta a la solicitud hecha el 8 de julio de 2013 por Tamara Sujú en nombre del Foro Penal Venezolano, en la que pidió al organismo que requiera al gobierno venezolano la protección de la vida e integridad personal de Saleh y, más adelante dentro del procedimiento, también la protección de Carrero por la violación de sus derechos humanos.
El documento de la CIDH reseña que Saleh y Guerrero “estarían ubicados en un sótano (5 pisos bajo tierra), conocido como ‘La Tumba’, del edificio que funciona como sede principal del Servicio Bolivariano de Inteligencia Nacional (SEBIN)”, donde son sometidos a un “aislamiento prolongado sin contacto con otras personas, en un espacio confinado de 2×3 metros, con cámaras de vídeo y micrófonos en cada una de sus celdas, sin acceso a la luz del sol o al aire libre”, y que los dos presos han denunciado que padecen “crisis nerviosas, problemas estomacales, diarrea, vómitos, espasmos, dolores en articulaciones, dolores de cabeza, dermatitis, ataques de pánico, trastornos musculares y desorientación temporal” sin “presuntamente recibir atención médica adecuada”.
La Comisión consideró que los estudiantes "se encuentran en una situación de gravedad y urgencia, puesto que sus vidas e integridad personal estarían en riesgo", y de acuerdo con el artículo 25 de Reglamento de la CIDH el organismo le pidió  al gobierno venezolano que adoptara las medidas necesarias para preservar la vida y la integridad personal de los detenidos, particularmente proporcionar la atención médica adecuada de acuerdo con las condiciones de sus patologías, y que asegurara que sus condiciones de detención se adecuaran a estándares internacionales, tomando en consideración su estado de salud actual. El 20 de abril Lorent intentó suicidarse en su celda, hecho que fue evitado por los funcionarios del SEBIN. Su abogado denunció que para entonces no había recibido respuesta por parte del Ministerio Público sobre la solicitud de realizarle evaluaciones psiquiátricas a Lorent Saleh y a Gabriel Valles Sguerzi.

#### Protestas en Venezuela de 2017
El Alto Comisionado de las Naciones Unidas para los Derechos Humanos (ACNUDH) denunció el «uso generalizado y sistemático de fuerza excesiva» durante las protestas y responsabilizó al gobierno de al menos manifestantes y aseguró que «varios miles de personas han sido detenidas arbitrariamente, muchas de ellas han sido víctimas de malos tratos e incluso de torturas». El 14 de septiembre de 2017 Tamara Sujú denunció ante la Organización de Estados Americanos (OEA) 289 casos de tortura, incluyendo incidentes durante las protestas en Venezuela de 2017 y 192 casos de torturas sexuales, durante la primera audiencia de la organización para analizar crímenes de lesa humanidad en el país.

#### Elecciones presidenciales de 2018
El médico José Alberto Marulanda fue apresado el 20 de mayo de 2018 por oficiales de la Dirección General de Contrainteligencia Militar (DGCIM), día en el que se celebraron elecciones presidenciales en Venezuela. Durante su detención, Marulando ha sido torturado por parte de funcionarios hasta llegar a quedar sordo del oído derecho tras un golpe que le dieron y de perder la sensibilidad en sus manos. Para noviembre de 2018, seis meses después de su detención, su audiencia había sido diferida seis veces.

## Métodos
A la activista venezolana Ángela Expósito se le han arrancado las uñas desde su detención en 2018, entre otros métodos de tortura. La Misión Internacional Independiente de Investigación sobre Venezuela documentó que el teniente coronel Franklin Caldera, detenido en 2019, fue sometido a varios métodos de tortura, entre ellos cortes e inserción de agujas bajo las uñas de las manos. El 3 de noviembre de 2022, colectivos progubernamentales atacaron y le arrancaron las uñas a cuatro estudiantes de la Universidad de los Andes que protestaban contra la visita a Mérida de Diosdado Cabello, vicepresidente del Partido Socialista Unido de Venezuela (PSUV).

## Tratados internacionales
La Constitución de la República Bolivariana de Venezuela establece, en  su artículo 23, que "los tratados, pactos y convenciones relativos a derechos humanos, suscritos y ratificados por Venezuela, tienen jerarquía constitucional y prevalecen en el orden interno, en la medida en que contengan normas sobre su goce y ejercicio más favorables a las establecidas por esta Constitución y la ley de la República, y son de aplicación inmediata y directa por los tribunales y demás órganos del Poder Público". Los principales instrumentos internacionales en materia de tortura, suscritos y ratificados por el Estado venezolano son:
- Sistema Universal. La Convención contra la Tortura y Otros Tratos o Penas Crueles, Inhumanos o Degradantes (10 de diciembre de 1984) indica en su artículo 1: "se entenderá por el término "tortura" todo acto por el cual se inflija intencionadamente a una persona dolores o sufrimientos graves, ya sean físicos o mentales, con el fin de obtener de ella o de un tercero información o una confesión, de castigarla por un acto que haya cometido, o se sospeche que ha cometido, o de intimidar o coaccionar a esa persona o a otras, o por cualquier razón basada en cualquier tipo de discriminación, cuando dichos dolores o sufrimientos sean infligidos por un funcionario público u otra persona en el ejercicio de funciones públicas, a instigación suya, o con su consentimiento o aquiescencia. No se considerarán torturas los dolores o sufrimientos que sean consecuencia únicamente de sanciones legítimas, o que sean inherentes o incidentales a éstas.[83]
- Sistema Interamericano. La Convención Interamericana para Prevenir y Sancionar la Tortura  (9 de diciembre de 1985) establece en su artículo 1: "Para los efectos de la presente Convención se entenderá por tortura todo acto realizado intencionalmente por el cual se inflijan a una persona penas o sufrimientos físicos o mentales, con fines de investigación criminal, como medio intimidatorio, como castigo personal, como medida preventiva, como pena o con cualquier otro fin.  Se entenderá también como tortura la aplicación sobre una persona de métodos tendientes a anular la personalidad de la víctima o a disminuir su capacidad física o mental, aunque no causen dolor físico o angustia psíquica.[84]
- El Estatuto de Roma. La tortura es uno de los crímenes de lesa humanidad establecidos en el Estatuto de Roma, “cuando se cometa como parte de un ataque generalizado o sistemático contra una población civil y con conocimiento de dicho ataque”, indica el artículo 7 de dicho estatuto.
- El Protocolo de Estambul (9 de agosto de 1999), un manual para la investigación y documentación eficientes de torturas y otros tratos o penas crueles, inhumanos o degradantes.

## Reportes internacionales sobre Venezuela
Las protestas antigubernamentales durante 2014 y 2017 han sido objeto de pronunciamientos de organismos internacionales:
- Comité contra la Tortura: "El Comité expresa su alarma ante informaciones concurrentes que denuncian actos de tortura y malos tratos de personas arrestadas en el marco de las manifestaciones ocurridas entre febrero y julio de 2014. Dichos actos incluirían palizas, descargas eléctricas, quemaduras, asfixia, violación sexual y amenazas, presuntamente con el objeto de destruir pruebas de las actuaciones de las fuerzas de seguridad, obtener información, castigar, obtener confesiones y por discriminación de género. El Comité observa que de las 185 investigaciones llevadas a cabo por el Ministerio Público por trato cruel sólo se han presentado 5 acusaciones, y las 2 investigaciones por tortura todavía siguen su curso. Preocupa al Comité que, según las informaciones recibidas, una gran parte de los afectados no habría denunciado los hechos por temor a represalias y algunos habrían sido amenazados tras denunciarlos".[85]
- Alto Comisionado para los Derechos Humanos de las Naciones Unidas: "Los agentes de seguridad, notablemente los miembros del SEBIN, la DGCIM y la GNB, recurrieron a tales medidas para intimidar y castigar a los detenidos, así como para extraer confesiones e información. Los casos más graves tuvieron lugar por lo general en locales del SEBIN, la DGCIM y del ejército, en todo el país (...) Los casos documentados por el ACNUDH, junto con la información recogida, indican que los malos tratos y la tortura infligidos a personas privadas de libertad por haber expresado ciertas opiniones políticas o por haber ejercido sus derechos humanos no son incidentes aislados. Por el contrario, se ha documentado que las mismas formas de malos tratos han sido cometidas por agentes de diferentes unidades de seguridad en todo el país, en diferentes centros de detención y con el presunto conocimiento de oficiales superiores, lo que demuestra claramente la existencia de un patrón de conducta”.[86]

## Monitoreo de la CIDH

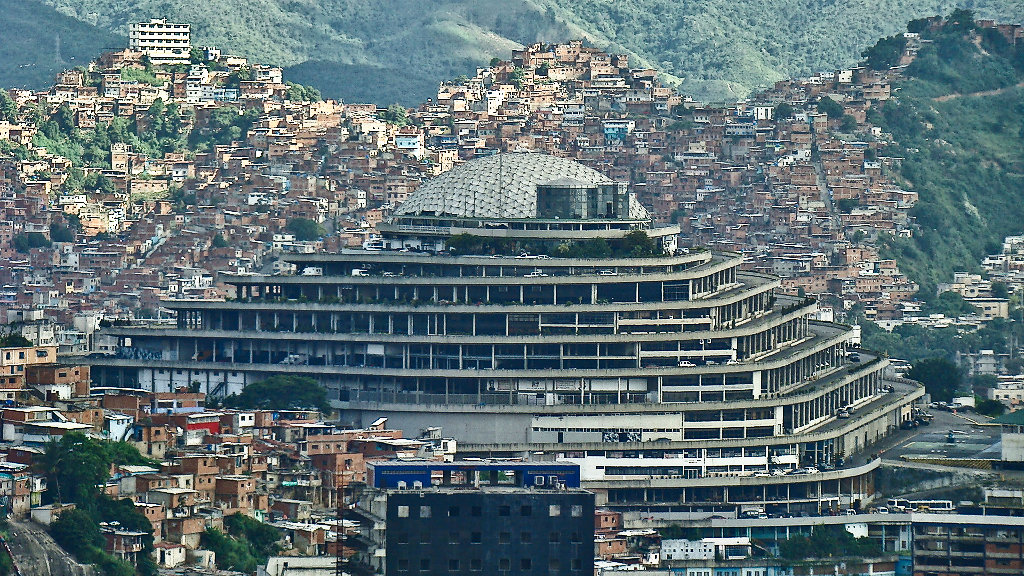
El Helicoide, recinto y prisión del Servicio Bolivariano de Inteligencia Nacional (SEBIN) donde los presos han descrito torturas sistémicas y violaciones de derechos humanos.

La Comisión Interamericana de Derechos Humanos se ha ocupado de la tortura en Venezuela a través de sus informes anuales y especiales. El Informe País, publicado el 22 de junio de 2018, se señala: "La Comisión ha venido haciendo seguimiento a información sumamente preocupante sobre alegadas torturas y tratos crueles, inhumanos y degradantes cometidos por agentes estatales, contra personas privadas de libertad en Venezuela. Con anterioridad al 2017 ya existían denuncias sobre actos de esta naturaleza altamente reprochables. En particular, en el 2015 la CIDH recibió información de 51 casos de torturas, tratos crueles, inhumanos y degradantes, solo entre enero y junio, lo cual hacía un incremento de 28% de respecto del año anterior. En julio de 2016, se denunció que, desde el mes de mayo, el Servicio Bolivariano de Inteligencia Nacional y la Guardia Nacional Bolivariana habrían detenido a 21 personas, la mayoría de las cuales afirmó haber sido torturadas o haber sufrido otros abusos mientras estuvieron bajo custodia. Se informó, además, sobre la individualización de 18 víctimas de tortura, lo que representaría un incremento de 300% respecto al 2015. Asimismo, durante el 2016 se identificaron 473 víctimas de tratos o penas crueles, inhumanas o degradantes, 320 menos que en el 2015, y destacó “la ocurrencia de casos que involucraron a grupos de víctimas que superan la decena, y que se produjeron en recintos carcelarios”.